# Hällekis

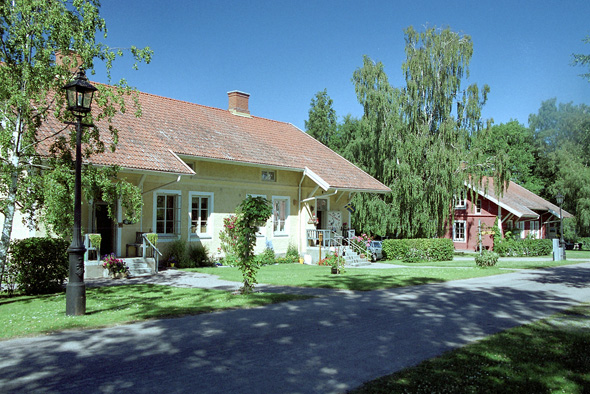
Falkängens bruksgata

Hällekis ist ein Ort (Tätort) in der schwedischen Gemeinde Götene in der Provinz Västra Götalands län. Er liegt etwa 14 Kilometer nordwestlich von Götene am Ufer des Vänersees und hat 683 Einwohner (2015).
Hällekis war ein früher Industrieort, weitgehend dominiert von der heute stillgelegten Zementfabrik. Aus der industriellen Blütezeit ist eine Arbeitersiedlung aus der Jahrhundertwende um 1900 erhalten (Falkängens bruksgata), die 1983 renoviert wurde und heute eine Handwerkszentrum mit kleinen Kunsthandwerksläden und -werkstätten sowie einer Jugendherberge ist.
Am Ortsrand liegt das Schloss Hönsäter, heute ein Hotel, und einige Kilometer südwestlich das Herrenhaus Hellekis. Durch Hällekis führt der Wanderweg Kinnekulleleden.